# أبرا لي
أبرا لي عالمة بستنة أمريكية عامة ومؤرخة وكاتبة ، تبحث في تاريخ الحديقة السوداء وتزيد من الوعي بالموضوع من خلال وسائل التواصل الاجتماعي. يسعى عملها إلى كسر الحواجز التي تمنع السود من المشاركة في البستنة.
تقوم بذلك من خلال البحث وتسليط الضوء على حياة النساء السود في البستنة ، من تاريخ ما قبل الحرب وحتى يومنا هذا.